# Charles Kay Ogden
Charles Kay Ogden (Fleetwood, Lancashire, 1 de junio de 1889 - Londres, 21 de marzo de 1957) fue un lingüista, psicoligüista, filósofo y escritor inglés. Es conocido principalmente por su obra El significado del significado (The Meaning of Meaning, 1923), escrita con Ivor Armstrong Richards. En ella distinguieron en el lenguaje dos funciones, la “emotiva” y la “referencial”; de aquí deducen que la distinción entre lenguaje poético y científico se encuentra en la consideración de la poesía como lenguaje emotivo, de donde se desprende que los juicios estéticos son igualmente emotivos. Además, Ogden inventó el Inglés básico (Basic English) en 1925 formalizado en 1930 en su libro Basic English: A General Introduction with Rules and Grammar (Inglés básico: una introducción con reglas y gramática) publicado en 1930.

## Carrera profesional

### La Sociedad de los Herejes
En 1909, cuando todavía era estudiante, Ogden cofundó la Sociedad de Herejes en Cambridge que cuestionó a las autoridades tradicionales en general y a los dogmas religiosos en particular, a raíz del artículo Prove All Things, leído por William Chawner, Maestro del Emmanuel College. La Sociedad de los Herejes comenzaron como un grupo de 12 estudiantes universitarios interesados en el enfoque agnóstico de Chawner.
La Sociedad era inconformista y abierta a las mujeres, y Jane Harrison encontró una audiencia allí, publicando su discurso inaugural para la Sociedad del 7 de diciembre de 1909 como ensayo Herejía y humanidad (1911), un argumento que advertía sobre los peligros del pensamiento grupal e imploró a la audiencia que se diera cuenta de que estamos constantemente negociando la línea entre el egoísmo y el instinto gregario, pero que cómo navegamos esa línea es importante. Al investigar los orígenes de la palabra "herejía", su conferencia, publicada más tarde en Alpha y Omega (1915), cuestionó muchas de las restricciones y reglas religiosas de la Iglesia Anglicana y sus conexiones con la universidad. La charla del día siguiente fue de J. M. E. McTaggart y también se publicó como Dare to Be Wise (Atrévete a ser sabio) (1910). 
Ogden fue presidente de los Herejes desde 1911, durante más de una década; invitó a una variedad de oradores destacados y vinculó a la Sociedad con su papel como editor.

## Autor y editor
Ogden publicó cuatro libros durante la Primera Guerra Mundial. Uno fue El problema de la escuela de continuación (1914), con Robert Hall Best (1843-1925) de la empresa de iluminación Best & Lloyd de Handsworth, y trataba de la formación industrial. También tradujo una obra relacionada de Georg Kerschensteiner (1854-1932), quien le había presentado a Best, que apareció como Las escuelas y la nación (1914). Militarismo versus feminismo (1915, anónimo) fue coescrito con Mary Sargant Florence. Cría incontrolada, o fecundidad versus civilización (1916) fue un tratado a favor del control de la natalidad, publicado bajo el seudónimo Adelyne More.
Ogden tenía dos librerías en Cambridge y una galería donde vendía obras de arte de miembros del Círculo de Bloomsbury. Una de sus librerías fue saqueada el día que terminó la Primera Guerra Mundial.
Ogden consiguió un puesto como editor de Kegan Paul, editores en Londres. En 1920, fue uno de los fundadores de la revista psicológica Psyche, y luego asumió la dirección editorial; Psyche fue inicialmente llamada "Psychic Research Quarterly" pero cambió su nombre en 1921. Apareció hasta 1952 y fue un vehículo para algunos de los intereses de Ogden.
También para Kegan Paul fundó y editó lo que se convirtió en cinco series independientes de libros, que comprenden cientos de títulos. Dos eran importantes series de monografías, "La Historia de la Civilización" y "La Biblioteca Internacional de Psicología, Filosofía y Método Científico"; la última serie incluyó alrededor de 100 volúmenes después de una década. Desde su lanzamiento en 1924, editó la serie "Hoy y mañana", otra extensa serie de unos 150 volúmenes, de libros populares en forma de ensayo con títulos provocativos. 

## Lenguaje y Filosofía
Ogden ayudó con la traducción al inglés del Tractatus Logico-Philosophicus de Wittgenstein. La traducción en sí fue obra de Frank P. Ramsey; Ogden, como editor encargado, asignó la tarea de traducción a Ramsey.
La obra escrita más duradera de Ogden es su monografía (con I. A. Richards) titulada El significado del significado (The Meaning of Meaning), 1923, que tuvo muchas ediciones. Este libro traspasó los límites entre la lingüística, el análisis literario y la filosofía. Esta obra estableció principios para comprender la función del lenguaje y describió el llamado Triángulo de Ogden y Richards. Incluía la inimitable frase "El gostak distims the doshes".

## Inglés Básico
Desde 1925 hasta su muerte en 1957, la defensa del inglés básico se convirtió en la actividad principal de Ogden. El inglés básico es un idioma internacional auxiliar de 850 palabras que comprende un sistema que cubre todo lo necesario para el día a día. Estas 850 palabras, junto con sus cinco reglas combinatorias, fueron diseñadas para hacer el trabajo de unas 20.000 palabras en inglés, lo que atrajo a muchos de los principales filósofos y teóricos de la comunicación de la época, incluidos Otto Neurath y Willard C. Brinton. Para promover el inglés básico, Ogden fundó en 1927 el Instituto Ortológico, a partir de ortología, término abstracto que propuso para su trabajo. Su sede estaba en King's Parade en Cambridge. De 1928 a 1930, Ogden expuso sus ideas en desarrollo sobre el inglés básico y Jeremy Bentham en la revista Psyche.
Publicó los primeros cuatro libros esenciales: Inglés básico (1930), Vocabulario básico (1930), Debabelización (1931) y Las palabras básicas (1932).
Ogden también fue consultor de la Asociación de la Lengua Auxiliar Internacional, que presentó el idioma Interlingua en 1951. Además, fue el editor del libro Sona, que exponía un lenguaje construido, de Kenneth Searight.